# Rolls-Royce plc
Rolls-Royce Holdings — британская компания, специализирующаяся на производстве авиационных двигателей, дизельных и газовых двигателей для судов, тепловозов и электрогенераторов, а также ядерных реакторов для АПЛ и модульных АЭС. Штаб-квартира расположена в комплексе Kings Place в Лондоне. В списке крупнейших публичных компаний мира Forbes Global 2000 за 2025 год Rolls-Royce Holding заняла 330-е место. Входит в четвёрку крупнейших производителей авиадвигателей, по двигателям для широкофюзеляжных авиалайнеров занимает треть мирового рынка. Среди крупнейших производителей оружия по итогам 2023 года заняла 23-е место.

## История
Компания Rolls-Royce была основана в конце 1904 года как партнёрство производителя автомобилей Royce Company и торговца машинами C.S. Rolls and Co. Первые модели копировались с французских автомобилей, но уже в 1905 году был разработан собственный 8-цилиндровый двигатель, а в следующем году — собственная модель Silver Ghost. В марте 1906 года партнёрство было оформлено как компания Rolls-Royce Limited. С началом Первой мировой войны компания начала производство бронированных автомобилей, а с 1915 года — авиационных двигателей (до конца войны их было выпущено 5 тыс.).
К концу 1920-х годов производство авиадвигателей давало большую часть выручки, чем автомобили. В 1931 году компания была куплена Bentley Motors. В 1933 году Ройсом, незадолго до его смерти, был разработан авиадвигатель PV12, позже получивший название Merlin; правительственные заказы на его производство для британских ВВС позволили значительно расширить производство, было открыто два новых завода, к 1945 году у компании было более 50 тыс. рабочих. Во время войны компания освоила производство газотурбинных авиадвигателей.
В 1950-х годах Rolls-Royce начала выпуск авиадвигателей для гражданских самолётов. В 1966 году был поглощён основной конкурент на британском рынке авиадвигателей, Bristol-Siddley Engines (BSEL). В 1968 году был заключён контракт на разработку двигателя для самолёта TriStar компании Lockheed. Разработка потребовала значительно больше ресурсов и времени, чем планировалось, и к 1971 году Rolls-Royce оказалась на грани банкротства. Компания была национализирована, её автомобильное подразделение было выделено в самостоятельную компанию Rolls-Royce Motor Cars, в 1980 году ставшую дочерней структурой Vickers plc.
В 1972 году, наконец, началось серийное производство нового двигателя, RB211. Он применялся не только на TriStar, но и на ряде моделей Boeing, а также нашёл своё применение в других отраслях, в частности в нефтегазодобыче. В мае 1987 года компания была приватизирована путём размещения её акций на Лондонской фондовой бирже. В мае 1989 года была поглощена компания Northern Engineering Industries, осуществлявшая строительство электростанций и промышленных предприятий и выпуск оборудования для них. В 1990 году было создано совместное предприятие с BMW по выпуску авиадвигателей в Германии; через 10 лет доля BMW была выкуплена. Также в 1990 году началось производство двигателей серии Trent. В начале 1990-х годов началась реорганизация Rolls-Royce, наиболее заметным её проявлением было сокращение числа сотрудников с 65 тыс. в 1989 году до 42,6 тыс. в 1996 году; это было вызвано уменьшением количества заказов как от гражданской авиации, так и военной.
В 1995 году присутствие в США было увеличено покупкой Allison Engine Company, американского производителя авиадвигателей. Во второй половине 1990-х годов Rolls-Royce увеличила свою долю на мировом рынке авиадвигателей до 25 %. Значительную часть выручки начало приносить обслуживание и ремонт находившихся на то время в эксплуатации 54 тыс. двигателей, выпущенных компанией; это направление деятельности было расширено в 1999 году покупкой калифорнийской компании National Airmotive. В том же году была куплена компания Vickers (годом ранее продавшая автомобильное подразделение Rolls-Royce Motor Cars немецкому концерну Volkswagen); основной продукцией Vickers были двигатели и другое оборудование для морских судов, а также оборонные системы. В начале 2000-х годов Rolls-Royce получила несколько крупных заказов на авиадвигатели из Японии и Китая, что позволило выйти на первое место в мире по их производству. В 2005 году был открыт завод в Шанхае.
В марте 2011 года Rolls-Royce и Daimler объявили о намерении выкупить компанию Tognum (немецкого производителя дизельных двигателей) и сделать её совместным предприятием; эта операция стоимостью 3,4 млрд евро была осуществлена в июне того же года. Вскоре после этого Rolls-Royce передала в подчинение этому совместному предприятию свой норвежский филиал по производству судовых двигателей Bergen Engines. С начала 2014 года название Tognum было изъято из обращения: совместное предприятие было переименовано в Rolls-Royce Power Systems, филиал в США — в MTU America, филиал в Сингапуре — в MTU Asia. Позже в 2014 году Rolls-Royce выкупила у немецкого концерна его долю за 2,43 млрд евро, сделав Rolls-Royce Power Systems своей дочерней структурой.
Компания закончила 2016 год с рекордным для себя доналоговым убытком в 4,6 млрд фунтов стерлингов; причиной убытков была девальвация фунта по отношению к доллару (4,4 млрд) и штраф по результатам расследования дела о коррупции (671 млн), прибыль от деятельности составила 813 млн фунтов. Расследования против компании, которые были проведены Департаментом крупных финансовых нарушений Великобритании (Serious Fraud Office), Министерством юстиции США и бразильскими властями, выявили массовые случаи дачи взяток для получения контрактов начиная с 1989 года.
В конце 2021 года компания Bergen Engines была продана британской инженерной группе Langley Holdings.

## Собственники и руководство
Rolls-Royce Holdings является публичной компанией, её акции котируются на Лондонской фондовой бирже. Крупными держателями акций компании по состоянию на 2025 год были в основном американские группы по управлению активами: Capital Group Companies (5,07 %), BlackRock (5,01 %), Harris Associates (5 %), Causeway Capital Management (5 %), Massachusetts Financial Services (4,95 %), The Vanguard Group (2,89 %).
Руководство:
- Анита Фрю (Anita Frew, род. 24 июня 1957 года) — председатель совета директоров с октября 2021 года; ранее была председателем химической компании Croda International[англ.][18];
- Туфан Эргинбелгич (Tufan Erginbilgiç) — генеральный директор с 2023 года; ранее работал в British Petroleum, в частности, возглавлял подразделение нефтепереработки[19].

## Деятельность
Подразделения по состоянию на 2024 год:
- Гражданское авиастроение — разработка, производство и обслуживание двигателей для коммерческих и частных самолётов; 51 % выручки.
- Оборонная промышленность — производство двигателей для военных самолётов и судов, реакторов для атомных подводных лодок; 25 % выручки.
- Энергетические системы (Rolls-Royce Power Systems) — производство дизельных и газовых двигателей под брендом mtu, а также выпуск систем на основе таких двигателей, включая электрогенераторы, судовые силовые установки, приводы для промышленности; 24 % выручки.
- Новые рынки и другая деятельность — разработка и производство малых модульных реакторов; 0,02 % выручки.

Выручка за 2024 год составила 18,91 млрд фунтов стерлингов, её географическое распределение:
- Европа — 6,57 млрд (Великобритания — 2,64 млрд, Германия — 1,05 млрд, Швейцария — 440 млн, Франция — 332 млн, Ирландия — 324 млн, Италия — 318 млн, Турция — 307 млн, Испания — 282 млн);
- Северная Америка — 5,94 млрд (США — 5,48 млрд, Канада — 462 млн)
- Южная и Центральная Америка — 505 млн
- Азия — 3,89 млрд (Китай — 1,4 млрд, Япония — 634 млн, Сингапур — 506 млн, Южная Корея — 359 млн, Тайвань — 211 млн)
- Ближний Восток — 1,18 млрд (Саудовская Аравия — 428 млн, ОАЭ — 255 млн);
- Африка — 406 млн
- Австралия — 415 млн

По состоянию на 2024 год в компании работало 42,4 тыс. человек, из них в Великобритании — 21,9 тыс., в Германии — 10 тыс., в США — 5,3 тыс., в Италии — 900, в Канаде — 700, в Сингапуре — 700, в Индии — 600, в Китае — 500, в Израиле — 300, во Франции — 200, в других странах — 1,3 тыс..
|                     | 2009  | 2010  | 2011  | 2012  | 2013  | 2014  | 2015  | 2016   | 2017  | 2018   | 2019   | 2020   | 2021   | 2022   | 2023   | 2024   |
| ------------------- | ----- | ----- | ----- | ----- | ----- | ----- | ----- | ------ | ----- | ------ | ------ | ------ | ------ | ------ | ------ | ------ |
| Оборот              | 10,41 | 11,09 | 11,12 | 12,16 | 14,64 | 13,74 | 13,73 | 14,96  | 14,75 | 15,73  | 16,59  | 11,49  | 11,22  | 13,52  | 16,49  | 18,91  |
| Чистая прибыль      | 2,217 | 0,543 | 0,848 | 2,295 | 1,379 | 0,058 | 0,084 | -4,032 | 3,383 | -2,393 | -1,315 | -3,170 | 0,120  | -1,269 | 2,412  | 2,521  |
| Активы              | 15,42 | 16,23 | 16,42 | 18,12 | 23,06 | 22,22 | 22,32 | 25,54  | 27,93 | 31,86  | 32,27  | 29,52  | 28,67  | 29,45  | 31,51  | 35,69  |
| Собственный капитал | 3,782 | 3,969 | 4,519 | 6,105 | 6,303 | 6,387 | 5,016 | 1,864  | 0,933 | -1,052 | -3,376 | -4,897 | -4,662 | -6,050 | -3,681 | -0,912 |

Компания производит:
- авиадвигатели для гражданских самолётов и вертолётов.
- авиадвигатели для военных самолётов и вертолётов.
- силовые установки и движители для торговых судов, моторных лодок и яхт, кораблей ВМФ.
- системы автоматизации для судов и кораблей.
- газовые турбины.
- центробежные насосы и компрессоры.
- топливные ячейки.

### Авиадвигатели

#### Турбореактивные двигатели (ТРД)
- Rolls-Royce Nene
- Rolls-Royce Avon[англ.]
- Rolls-Royce Viper[англ.]
- Rolls-Royce/SNECMA Olympus 593 (для Конкорда)
- Rolls-Royce RB.162[англ.]

#### Турбореактивные двухконтурные двигатели (ТРДД)
- Rolls-Royce AE 3007[англ.] (Cessna Citation X и др.)
- Rolls-Royce BR700 (Gulfstream V и др.)
- Rolls-Royce Conway (Boeing 707 и др.)
- Rolls-Royce Spey[англ.] (Gulfstream II и III)
- Rolls-Royce RB162 (Dassault Mirage III)
- Rolls-Royce RB211 (Boeing 747, 757, 767; Ту-204)
- Rolls-Royce RB282
- Rolls-Royce Turbomeca Adour[англ.] (SEPECAT Jaguar и др.)
- Rolls-Royce Pegasus[англ.] (British Aerospace Sea Harrier)
- Turbo-Union RB199[англ.] (Panavia Tornado)
- Rolls-Royce RB.183 Tay[англ.] (Gulfstream IV и пр.)
- Rolls-Royce Trent (Airbus A330, A340, A350, A380; Boeing 777, 787. Развитие RB211)
- Eurojet EJ200[англ.] (Eurofighter Typhoon)
- General Electric/Rolls-Royce F136[англ.] (исключительно для F-35 Lightning II; разработка прекращена в 2011 году)
- International Aero Engines V2500 (Airbus A320)

#### Турбовинтовые/турбовальные двигатели
- Rolls-Royce AE 2100[англ.] (C-130J Hercules и др.)
- Rolls-Royce Gem[англ.] (турбовальный, вертолёт Westland Lynx)
- Allison Model 250[англ.] (турбовальный, вертолёт Bell 206 и др.)
- Rolls-Royce RR300[англ.] (новый вертолёт Robinson R66 и, возможно, другие)
- Rolls-Royce T406[англ.] / AE 1107C-Liberty (Bell V-22 Osprey)
- Allison T56[англ.] (C-130 Hercules и др.)
- Europrop TP400-D6[англ.] (как часть Europrop International, производится для Airbus A400M)
- MTR390[англ.] (совместно с MTU и Turbomeca; для Eurocopter Tiger)
- Rolls-Royce Turbomeca RTM322[англ.] (для вертолётов AgustaWestland Apache, AgustaWestland AW101, NHI NH90)
- LHTEC T800[англ.] (совместно с Honeywell; для RAH-66 Comanche и других вертолётов)

### Судовые двигатели

#### Судовые газотурбинные установки
- Rolls-Royce AG9140
- Rolls-Royce Marine Trent (для авианосцев типа Queen Elizabeth)
- Rolls-Royce MT50
- Rolls-Royce RR4500
- Rolls-Royce Spey
- Rolls-Royce Olympus
- Rolls-Royce Tyne
- Rolls-Royce WR-21

#### Водометные движители и другое оборудование для судов
- Kamewa and Bird-Johnson водомётный движитель
- Kamewa Tunnel thruster
- MerMaid pod propulsion
- Ulstein Aquamaster azimuth thruster

#### Энергетические установки для подводных лодок
- NATO Submarine Rescue System[англ.]
- Rolls-Royce PWR[англ.]
- Горячие аккумуляторы

#### Гидродинамические подшипники
- подшипник Michell

#### Водяные стабилизаторы
- Brown Brothers Legacy Stabilizers
- Brown Brothers Neptune or VM Stabilizers
- Brown Brothers Aquarius Stabilizers

### Промышленные турбины

#### Газовые турбины
- Rolls-Royce 501-K
- Индустриальный Avon[англ.]
- Индустриальный RB211
- Индустриальный Trent

#### Турбокомпрессоры и нагнетатели
- турбокомпрессор Barrel
- Турбокомрессор для трубопроводов

### Электрогенераторные установки

#### Газотурбинные генераторы
- Rolls-Royce 501
- Газотурбинная установка на базе ТРД Rolls-Royce RB211
- Газотурбинная установка на базе ТРД Rolls-Royce Trent

#### Генераторные установки на базе газовых и жидкотопливных поршневых двигателей
Используя базовые судовые двигатели, в 1991 году, компания начала производство наземных генераторных установок. В настоящее время компания выпускает среднеоборотные ДГУ мощностью от 1,5 до 7,0 МВт, использующие в качестве топлива сырую нефть, мазут и лёгкие дизельные топлива. Следуя требованиям рынка в том же 1991 году компания начала выпуск газопоршневых двигателей, с рекордными на тот момент показателями по топливной эффективности. В настоящее время ранг выпускаемых газопоршневых генераторных установок для наземного применения 5…9,3 МВт с эффективным КПД (на клеммах генератора) свыше 48 % в простом цикле.

#### Распределенные генераторы
- Field Electrical Power Source (FEPS)
- APU 2000 (видимо для машин)
- Корабельные электрогенераторные установки
- Твердооксидные топливные элементы